# Mavinbhavi, Muddebihal
Mavinbhavi là một làng thuộc tehsil Muddebihal, huyện Bijapur, bang Karnataka, Ấn Độ.